# Halou
Halou ist eine Band aus San Francisco, Kalifornien. Ihre Musik weist Elemente des Trip-Hop auf.

## Geschichte
Ryan und Rebecca trafen sich 1992 in einem Independent-Musikgeschäft in Santa Cruz, das Ryans Vater gehörte. Drei Jahre später zogen sie nach San Francisco. Ab dieser Zeit nannten sie sich Halou. 1998 veröffentlichten sie ihr Debütalbum We Only Love You auf dem Independentlabel Bedazzled; es wurde von der Kritik freundlich aufgenommen. Darauf folgte 1999 mit Sans Soucie eine Sammlung ausgekoppelter Stücke. Die beiden nächsten Alben, Wiser und Wholeness & Separation, wurden 2001 bzw. 2006 von Nettwerk veröffentlicht.

## Diskografie

### Alben
- 1998: We Only Love You
- 2001: Wiser
- 2006: Wholeness & Separation
- 2008: Halou

### EPs
- 2003: Wholeness
- 2006: Separation
- 2006: Albatross
- 2008: Sawtooth